# No Mercy 2004
No Mercy (2004) was een professioneel worstel-pay-per-view (PPV) evenement dat georganiseerd werd door de WWE voor hun SmackDown! brand. Het was de 7e editie van No Mercy en vond plaats op 3 oktober 2004 in het Continental Airlines Arena in East Rutherford, New Jersey.

## Matches
| Nr. | Match                                                                                                 | Winnaar(s)                        | Opmerkingen                                                                                    | Bron  |
| --- | --- | --------------------------------- | ---------------------------------------------------------------------------------------------- | ----- |
| 1H  | Mark Jindrak vs. Scotty 2 Hotty                                                                       | Mark Jindrak                      | Eén-op-één match. Match werd uitgezonden voorafgaand aan de pay-per-view op Sunday Night Heat. | [ 2 ] |
| 2   | Eddie Guerrero vs. Luther Reigns (met Mark Jindrak)                                                   | Eddie Guerrero                    | Eén-op-één match.                                                                              | [ 2 ] |
| 3   | Spike Dudley (c) (met Bubba Ray Dudley & D-Von Dudley) vs. Nunzio (met Johnny Stamboli)               | Spike Dudley                      | Eén-op-één match voor het WWE Cruiserweight Championship.                                      | [ 2 ] |
| 4   | Billy Kidman vs. Paul London                                                                          | Billy Kidman                      | Eén-op-één match.                                                                              | [ 2 ] |
| 5   | Kenzo Suzuki & René Duprée (c) (met Hiroko Suzuki) vs, Rey Mysterio & Rob Van Dam                     | Kenzo Suzuki & René Duprée        | TagTeam match voor het WWE Tag Team Championship.                                              | [ 2 ] |
| 6   | Big Show vs. Kurt Angle                                                                               | Big Show                          | Eén-op-één match.                                                                              | [ 2 ] |
| 7   | John Cena vs. Booker T (c)                                                                            | John Cena (nc)                    | Eén-op-één match voor het WWE U.S. Championship. Finale in de best of five series.             | [ 2 ] |
| 8   | Charlie Haas, Miss Jackie en Rico vs, Dawn Marie en The Dudley Boyz (Bubba Ray Dudley & D-Von Dudley) | Charlie Haas, Miss Jackie en Rico | Mixed Tag Team match.                                                                          | [ 2 ] |
| 9   | John "Bradshaw" Layfield (c) vs. The Undertaker                                                       | John "Bradshaw" Layfield          | Last Ride match voor het WWE Championship.                                                     | [ 2 ] |